# Oriental Bird Club
Der Oriental Bird Club (OBC) ist eine Organisation von Vogelbeobachtern und Vogelschützern, die 1984 von Richard Grimmett, Nigel Redman, Mark Cocker, Tim Inskipp, Carol Inskipp, Rupert Hastings, Christopher William Murphy, Craig R. Robson, David Hunt, Michaail Kavanagh Abdullah, Paul Jepson, K. David Bishop und anderen gegründet wurde. Sie ist seit Juli 1987 als gemeinnützig (Charity number: 297242) im Vereinigten Königreich registriert. Der Sitz befand sich anfangs in Sandy, Bedfordshire, ab 2000 in Bedford und befindet sich heute in Comberbach, Cheshire. Das Logo zeigt einen Weißscheitel-Scherenschwanz (Enicurus leschenaultii).

## Ziele
Der Oriental Bird Club hat sich zum Ziel gesetzt, das Interesse an den Vögeln der Orientalis und deren Erhaltung zu fördern, Gelder zur Unterstützung von Naturschutzprojekten in Asien durch den Naturschutzfonds zu beschaffen, mit bestehenden regionalen Organisationen zusammenzuarbeiten und deren Arbeit zu unterstützen sowie Material über die Avifauna der Orientalis zu sammeln und zu veröffentlichen.
Die Gebiete, in denen der Oriental Bird Club aktiv ist, sind England und Wales, Bangladesch, Bhutan, Brunei, Burma, Kambodscha, China, Osttimor, Indien, Indonesien, Japan, Kasachstan, Laos, Malaysia, Mongolei, Nepal, Pakistan, Philippinen, Russland, Singapur, Südkorea, Sri Lanka, Thailand und Vietnam.
Das vom OBC abgedeckte Gebiet erstreckt sich vom Fluss Indus in Pakistan im Westen über Indien und Südostasien bis zur Wallace-Linie im Osten Indonesiens und weiter von der Mongolei und Nordost-Russland (östlich des 90°-Meridians) und Japan im Norden bis zu den Kleinen Sundainseln und der Weihnachtsinsel im Süden.

## Publikationen
Die erste Zeitschrift des OBC war das Oriental Bird Club Bulletin, das erstmals im Frühjahr 1985 erschien. Im Dezember 2003 wurde mit dem Bulletin 38 die letzte Ausgabe herausgegeben, bis ab Juni 2004 die neue Zeitschrift BirdingAsia veröffentlicht wurde. Dieses Journal erscheint zwei Mal jährlich und berichtet beispielsweise über Wiederentdeckungen von lange verschollenen Vogelarten wie der Jerdontimalie und dem Schwarzbrauen-Mausdrossling, über wenig bekannte asiatische Vogelarten oder über Biodiversitäts-Hotspots für Vogelbeobachter. Von Oktober 1986 bis 2020 erschien jährlich das peer-reviewed-Journal Forktail. Zu den Herausgebern zählten Tim Inskipp, David Blakesley, Stuart Butchart und Frank E. Rheindt. Im Jahr 2021 wurde es in Journal of Asian Ornithology umbenannt.
Oriental Birding war eine Mailingliste, die in Zusammenarbeit mit dem Oriental Bird Club betrieben wurde und von 1999 bis 2020 ein Forum für Nachrichten und Diskussionen über Wildvögel, Vogelbeobachtung und Naturschutz in der orientalischen Region war. Im Dezember 2020 schloss Yahoo seine Diskussionsgruppen, einschließlich Oriental Birding. Nach dem Start im Juli 1999 wuchs die Gruppe zu einer Gemeinschaft von über 2500 Abonnenten aus der ganzen Welt an, darunter viele aktive Vogelbeobachter, die in der orientalischen Region leben.
2003 gründete der Oriental Bird Club die Fotodatenbank Oriental Bird Images, die 2021 von der Macaulay Library des Cornell Laboratory of Ornithology übernommen wurde. Über 1780 Fotografen trugen bis Mai 2021 mit mehr als 100.000 Fotografien von über 2800 Arten zu dieser Datenbank bei.
Bücher, die vom Oriental Bird Club herausgegeben wurden, sind An Annotated Checklist of the Birds of the Oriental Region von Tim Inskipp, Nigel Lindsey und William Duckworth (1996) und Birds in Bhutan Status and Distribution von Peter Spierenburg (2005).

## Vorsitzende des Oriental Bird Club
- Richard Grimmett (1985–1989)
- Paul Jepson (1990–1991)
- Nigel Redman (1992–1998)
- Nigel Collar (1999–2003)
- Steve Rowland (2004–2008)
- Brian Sykes (2009–2013)
- Mike Edgecombe (2014–2018)
- John Gregory (seit 2019)